# Challenger de Savannah 2013
El Savannah Challenger 2013 es un torneo de tenis profesional que se juega en tierra batida. Esta será la 5.ª edición del torneo que forma parte del circuito ATP Challenger 2013. Se llevará a cabo en Savannah, Estados Unidos, entre el 22 y el 28 de abril de 2013.

## Cabezas de serie

### Individual
| País                      | Jugador             | Rank1 | Preclasificado |
| Bandera de Estados Unidos | Mardy Fish          | 42    | 1              |
| Bandera de Estados Unidos | Michael Russell     | 88    | 2              |
| Bandera de Estados Unidos | Ryan Harrison       | 100   | 3              |
| Bandera de Rusia          | Alex Bogomolov, Jr. | 109   | 4              |
| Bandera de Estados Unidos | Rhyne Williams      | 117   | 5              |
| Bandera de Estados Unidos | Jack Sock           | 118   | 6              |
| Bandera de Estados Unidos | Wayne Odesnik       | 120   | 7              |
| Bandera de Estados Unidos | Tim Smyczek         | 121   | 8              |
| ------------------------- | ------------------- | ----- | -------------- |

- 1 Se ha tomado en cuenta el ranking del día 15 de abril de 2013.

### Otros participantes
Los siguientes jugadores recibieron invitaciones para participar en el cuadro principal (WC):
- Sekou Bangoura
- Mardy Fish
- Mitchell Krueger
- Tennys Sandgren

Los siguientes jugadores ingresaron al cuadro principal como exención especial (SE):
- Alex Kuznetsov
- Denys Molchanov

Los siguientes jugadores ingresaron al cuadro principal mediante la clasificación (Q):

## Jugadores participantes en el cuadro de dobles

### Cabezas de serie
| País         | Jugador | País         | Jugador | Rank1 | Favorito |
| ------------ | ------- | ------------ | ------- | ----- | -------- |
| Bandera de ? |         | Bandera de ? |         |       | 1        |
| Bandera de ? |         | Bandera de ? |         |       | 2        |
| Bandera de ? |         | Bandera de ? |         |       | 3        |
| Bandera de ? |         | Bandera de ? |         |       | 4        |

- 1 Se ha tomado en cuenta el ranking del día 15 de abril de 2013.

### Otros participantes
Los siguientes jugadores recibieron una invitación (wild card), por lo tanto ingresan directamente al cuadro principal:

## Campeones

### Individual masculino
- derrotó en la final a

### Dobles masculino
- /   derrotaron en la final a   /